# Potez 53

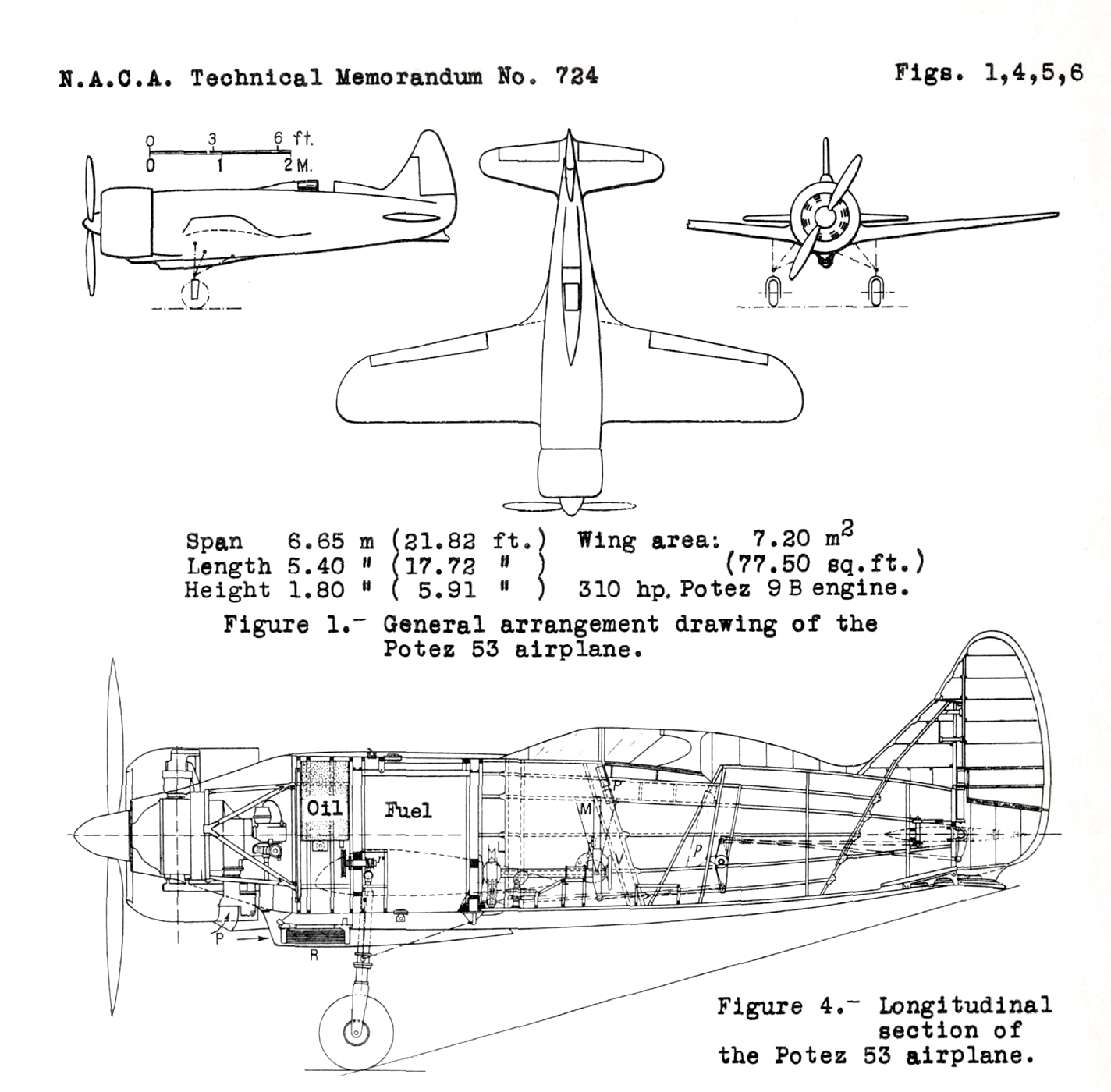
Potez 53 tekening

De Potez 53 was een Frans laagdekker racevliegtuig dat werd gebouwd door vliegtuigfabriek Potez. Het toestel was speciaal gebouwd voor de Coupe Deutsch de la Meurthe-race in 1933, waarin het de eerste plaats behaalde. Er zijn totaal drie exemplaren van geproduceerd.

## Ontwerp en historie
De Potez 53 romp en vleugel basisconstructie en de bekleding daarvan waren geheel gemaakt van hout. Door de restricties van de Deutsch de la Meurthe-competitie was de cilinderinhoud van de motor gelimiteerd tot 8 liter. De motor zelf was een Potez negencilinder luchtgekoelde stermotor met turbolader en een vaste spoed propeller. Het landingsgestel was intrekbaar, waarbij de wielen naar buiten in de onderkant van de vleugels werden ingetrokken. Het toestel haalde tijdens de race in 1933 een gemiddelde snelheid van 323 km/u.

## Resultaten
- 1933, Potez 53: Winnaar van de Coupe Deutsch de la Meurthe-race (gem. snelheid: 323 km/u).
- 1934, Potez 533: Uitgevallen in de Coupe Deutsch de la Meurthe-race. Behaalde een gemiddelde snelheid van 368 km/u over de eerste 10 ronden van 100 km, maar moest opgeven met een probleem met de variabele spoed propeller.

## Varianten
Potez 532(Potez 53-2) Backup vliegtuig voor de racecompetitie in 1934 met een opgevoerde motor en extra flaps. Iets grotere romp en vleugels voor betere vliegeigenschappen.
Potez 533(Potez 53-3) Diverse modificaties aangebracht voor de racecompetitie in 1934. 350 pk motor en variabele spoed propeller. Aerodynamische verbeteringen zoals een slankere en meer gestroomlijnde romp. Iets grotere nieuw ontworpen vleugels.